# Physemothrips hadrus
Physemothrips hadrus är en insektsart som beskrevs av Laurence A. Mound 1978. Physemothrips hadrus ingår i släktet Physemothrips och familjen smaltripsar. Inga underarter finns listade i Catalogue of Life.